# Ditran

Struktura Ditranu I i II

Ditran – potencjalny psychotoksyczny bojowy środek trujący o silnym działaniu halucynogennym. Jest mieszaniną dwóch izomerycznych związków chemicznych z grupy fenyloglikolanów:
- N-etylo-3-pirolidylometylofenylocyklopentyloglikolanu (70%; Ditran I)
- N-etylo-3-piperydylofenylocyklopentyloglikolanu (30%; Ditran II)

Ditran powoduje trwające 20-24 godzin psychozy o objawach przypominających choroby psychiczne. Dawki doustne rzędu 5–15 mg powodują rozszerzenie źrenic, osłabienie mięśni, suchość w jamie ustnej i podwyższenie tętna. Po około godzinie stopniowo pojawiają się zaburzenia mowy, utrudniona koncentracja i orientacja, następnie silne halucynacje (wzrokowe, słuchowe i dotykowe), całkowicie wyłączające człowieka z otaczającej rzeczywistości. W niektórych przypadkach powoduje brak reakcji na bodźce zewnętrzne.
Identyfikacja:
- numer CAS: 8015-54-1